# Accademia degli Oziosi (Bologna)
L'accademia degli Oziosi (in latino Academia Ociosorum) è stata un'istituzione culturale e, in particolare, letteraria, attiva a Bologna nella seconda metà del XVI secolo.
Venne fondata nel 1563 dai fratelli Camillo e Pompeo Vizzani, esponenti di una schiatta, quella dei Vizzani appunto, compresa tra le famiglie senatorie bolognesi, e le sue adunanze si svolgevano in palazzo Vizzani, ubicato a Bologna, in via di Santo Stefano.
Aveva come motto Minus cum magis, ripreso dal De officiis di Cicerone, e ne furono membri, oltre ai fondatori, Zaccaria Andriani, il cardinale Scipione Gonzaga, Gasparo Tagliacozzi e Costanzo Varoli. Le dispute letterarie trattate nell'accademia furono pubblicate, nel 1567, nel volume Theoremata universalia de ordine et divisione scientiae contemplativae et active.